# Lionel Shriver
Œuvres principales
- Il faut qu'on parle de Kevin (2003)

Lionel Shriver [ˈlaɪənl ˈʃɹaɪvə], née Margaret Ann Shriver le 18 mai 1957 à Gastonia en Caroline du Nord, est une femme de lettres et journaliste américaine.

## Biographie
Élevée dans une famille très religieuse (son père est pasteur presbytérien), elle change de prénom à l'âge de 15 ans, s'identifiant comme un garçon manqué et se sentant plus à l'aise au milieu de ses frères avec un prénom masculin.
Lionel Shriver fait ses études au collège Barnard ainsi qu'à l'université Columbia. Elle vit ensuite à Nairobi, Bangkok et Belfast avant de s'installer à Londres,.
Elle est l'auteure de plus d'une quinzaine de romans. En 2005, elle remporte le prix Orange pour la fiction pour Il faut qu'on parle de Kevin ((en) We Need to Talk About Kevin), un roman à suspense avec une étude approfondie sur l'influence de l'ambivalence maternelle sur la décision du personnage de Kevin d'assassiner sept étudiants de son école. Le livre engendre de grandes controverses avant de devenir un succès. Il est adapté au cinéma en 2011 avec We Need to Talk about Kevin, réalisé par Lynne Ramsay.
Lionel Shriver bénéficie d'un succès public important notamment depuis Il faut qu’on parle de Kevin et Big Brother. Elle a publié également Tout ça pour quoi en 2012 (roman dans lequel un couple voit fondre ses économies pour soigner la maladie rare de Madame), ou encore Les Mandible en 2017 (une famille riche est confrontée à la banqueroute) ou le recueil de nouvelles consacrées à l'accès à la propriété, Property: Stories Between Two Novellas (2018) — publié en 2020 en français sous le titre Propriétés privées.

### Vie privée
Lionel Shriver est mariée avec le batteur de jazz Jeff Williams (en).

## Œuvres

### Romans
- (en) The Female of the Species, Harper Perennial, 1986
- (en) Checker and the Derailleurs, 1987
- (en) The Bleeding Heart, 1990
- (en) Ordinary Decent Criminals, 1992
- (en) Game Control, 1994
- (en) A Perfectly Good Family, 1996
- Double Faute, Belfond, 2010 ((en) Double Fault, Serpent's Tail, 1997), trad. Françoise Richard, 444 p.  (ISBN 978-2-7144-4370-0)
- Il faut qu'on parle de Kevin, Belfond, 2006 ((en) We Need to Talk About Kevin, Serpent's Tail, 2003), trad. Françoise Cartano, 485 p.  (ISBN 2-7144-4118-1)
- La Double Vie d'Irina, Belfond, 2009 ((en) The Post-Birthday World, 2007), trad. Anne Rabinovitch, 485 p.  (ISBN 978-2-7144-4371-7)
- Tout ça pour quoi, Belfond, 2012 ((en) So Much for That, 2010), trad. Michèle Levy-Bram, 527 p.  (ISBN 978-2-7144-4800-2)
- (en) The New Republic, 2012
- Big Brother, Belfond, 2014 ((en) Big Brother, Harper, 2013), trad. Laurence Richard, 433 p.  (ISBN 978-2-7144-5627-4)
- Les Mandible : Une famille, 2029-2047, Belfond, 2017 ((en) The Mandibles: A Family, 2029-2047, Harper, 2016), trad. Laurence Richard, 517 p.  (ISBN 978-2-7144-7423-0)
- (en) The Standing Chandelier, 2017
- Propriétés privées, Belfond, 2020 ((en) Property, Harper, 2016), trad. Laurence Richard, 456 p.  (ISBN 978-2-7144-7981-5)
- Quatre heures, vingt-deux minutes, dix-huit secondes, Belfond, 2021 ((en) The Motion of the Body Through Space, Harper, 2020), trad. Catherine Gibert, 384 p.  (ISBN 978-2-7144-9523-5)
- À prendre ou à laisser, Belfond, 2023 ((en) Should We Stay or Should We Go: A Novel, Harper, 2021), trad. Catherine Gibert, 288 p.  (ISBN 978-2-7144-9584-6)

### Recueils de nouvelles
- (en) Property: Stories Between Two Novellas, Harper, 2018

## Au cinéma (adaptations)
- 2011 : We Need to Talk about Kevin, film britannico-américain, réalisé par Lynne Ramsay, adapté du roman éponyme (traduit en français sous le titre Il faut qu'on parle de Kevin).